# تنر کوئن
تنر کوئن (انگلیسی: Tanner Cohen؛ زادهٔ) یک هنرپیشه، خواننده اهل ایالات متحده آمریکا است. وی از سال ۲۰۰۶ میلادی تاکنون مشغول فعالیت بوده‌است.
او در فیلم زندگی قبل از چشمان او بازی کرده‌است.